# 埃爾斯米爾 (內布拉斯加州)
埃爾斯米爾（英語：Elsmere）是位於美國內布拉斯加州切里縣的非建制地區。

## 歷史
埃爾斯米爾的郵局於1899年設立，其後於1992年停運。

## 地理
埃爾斯米爾所處的海拔為高於海平面819米（即2687英呎），而該地所採用的時區為UTC-6，即北美中部时区（CST）。同時該地設有夏令時間，為UTC-6調快一小時，即UTC-5（CDT）。